# 维勒雷阿勒
维勒雷阿勒（法語：Villeréal，法語發音：[vilʁeal]）是法国洛特-加龙省的一个市镇，属于洛特河畔新城区。

## 地理
维勒雷阿勒（44°38'12"N, 0°44'35"E）面积13.92 平方千米，位于法国新阿基坦大区洛特-加龍省，该省份为法国西南部内陆省份，北起多爾多涅省，西接吉倫特省和朗德省，南至热尔省，东临塔恩-加龙省和洛特省。
与维勒雷阿勒接壤的市镇（或旧市镇、城区）包括：里沃、布尔内勒、代维亚克、马济耶尔-纳雷斯、蒙托、拉耶、圣艾蒂安-德维勒雷阿勒、圣厄特罗普德博恩、圣马丹-德维勒雷阿勒。
维勒雷阿勒的时区为UTC+01:00、UTC+02:00（夏令时）。

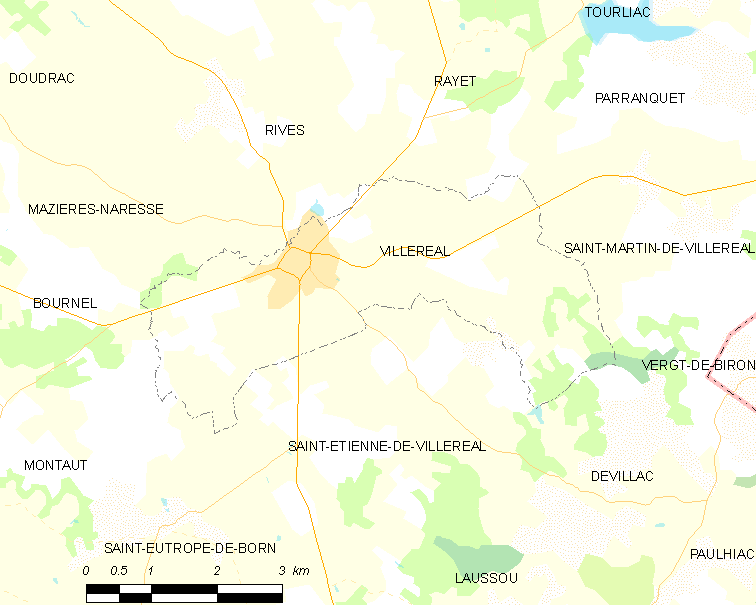
维勒雷阿勒的OSM定位图

## 行政
维勒雷阿勒的邮政编码为47210，INSEE市镇编码为47324。

## 政治
维勒雷阿勒所属的省级选区为上阿日奈-佩里戈尔县。

## 人口

1962-2008年间维勒雷阿勒人口变化图示

维勒雷阿勒于2022年1月1日时的人口数量为1265人。

## 友好城市
- 法國 希农堡（城）